# Shulin
Shulin (chinesisch 樹林區, Pinyin Shùlín Qū, Pe̍h-ōe-jī Chhiū-nâ-khu) ist ein Bezirk der Stadt Neu-Taipeh im Norden von Taiwan, Republik China.

## Lage und Geschichte
Shulin liegt am westlichen Stadtrand Neu-Taipehs. Der Bezirk grenzt im Norden an Xinzhuang, im Osten an Banqiao und Tucheng, im Süden an Sanxia, sowie im Westen an Yingge und die Stadt Taoyuan. Das Gelände ist im  Westen hügelig, fällt jedoch nach Osten hin ab.
Das Gebiet wurde im 18. und 19. Jahrhundert von chinesischen Einwanderern besiedelt, die die Ebene im Osten urbar machten. Mit dem Aufstieg des in unmittelbarer Nähe gelegenen Taipehs zur Groß- und Industriestadt änderte sich auch die Wirtschaftsstruktur Shulins, in dem sich seit Beginn des 20. Jahrhunderts kleine bis mittlere Industriebetriebe ansiedelten.

## Bedeutung
Shulin weist eine für Neu-Taipeh im mittleren Bereich liegende Bevölkerungsdichte auf und hat weitgehend den Charakter einer Satellitenstadt des nahegelegenen Taipeh. In Shulin selbst befinden sich einige Industriedistrikte mittlerer Größe.
Eine berühmte Spezialität Shulins ist der Âng-kak-chiú (紅麴酒, taiwanisch; chinesisch meist 紅露酒 Hónglùjiǔ), ein aus rot fermentiertem Reis hergestellter Schnaps. Der Fabrikstandort wurde allerdings im Jahr 2004 nach Linkou verlegt.